# Антолін (Янівський повіт)
Антолін (пол. Antolin) — село в Польщі, у гміні Модлібожиці Янівського повіту Люблінського воєводства.
Населення — 95 осіб (2011).
У 1975-1998 роках село належало до Тарнобжезького воєводства.

## Демографія
Демографічна структура станом на 31 березня 2011 року:
|          | Загалом | Допрацездатний вік | Працездатний вік | Постпрацездатний вік |
| -------- | ------- | ------------------ | ---------------- | -------------------- |
| Чоловіки | 46      | 12                 | 27               | 7                    |
| Жінки    | 49      | 9                  | 21               | 19                   |
| Разом    | 95      | 21                 | 48               | 26                   |